# Plasma germinal
En biología, el plasma germinal ("germplasm" en inglés) es el término utilizado para describir las fuentes genéticas (el ADN) de un organismo y las colecciones de dicho material. El plasma germinal es una zona localizada en el citoplasma de las células sexuales de algunos organismos modelo que contiene determinantes que darán lugar a la línea germinal. Conforme el cigoto experimenta la mitosis, el plasma germinal queda restringido a unas pocas células del embrión que después migran a las gónadas.

## La teoría del plasma germinal
El término "plasma germinal" fue usado por primera vez por August Weismann (1834-1914) para describir un componente de las células germinales que él propuso responsable de la herencia (el equivalente, a grandes rasgos, del ADN). August Weismann formuló la hoy superada teoría del plasma germinal en 1893: el plasma germinal era la parte nuclear esencial de las células germinales y, a diferencia de las células somáticas (somatoplasma) permanecía cualitativamente idéntica desde el cigoto y era responsable de la herencia. La determinación genética permanecía precintada y la progenie recibía cada vez menos genes del plasma germinal.
La teoría de Weismann ha sido refutada por experimentos como el de Dolly (la famosa oveja clonada) que demostró que las células adultas retienen un conjunto completo y no una pérdida gradual de información genética.

## Importancia del plasma germinal en el desarrollo
Las PGCs, por sus siglas en inglés (Primordial Germ Cells), Células Germinales Primordiales, se especifican de forma autónoma gracias a la interacción con componentes citoplasmáticos en el huevo, los cuales van a ser empaquetados en células específicas durante la segmentación. Este mecanismo no se da en todos los organismos, sin embargo se observa en organismos modelo como ranas, nematodos y moscas.
No obstante, se ha encontrado evidencia que corrobora que existe otro mecanismo involucrado que se da en la gran mayoría de las especies, como salamandras y mamíferos por ejemplo. Ésta, consiste en la especificación de las células germinales gracias a interacciones mediadas por las células vecinas. En aquellos casos, la determinación de las PGCs se efectúa mediante la localización de proteínas específicas y mRNAs. Estos componentes citoplasmáticos se definen como Plasma Germinal.

## Plasma germinal en Parascaris
El plano de clivaje de la primera división del embrión separa el polo animal del vegetal. Sin embargo ocurre un fenómeno particular catalogado como disminución cromosómica en el cual los cromosomas del blastómero animal, sufren una fragmentación en una docena de piezas antes de que se divida la célula. En este caso, solo una porción del cromosoma original sobrevive, en consecuencia, se pierden varios genes, los cuales no se incluyen en los nuevos núcleos que se forman. Sin embargo, los cromosomas que se encuentran en el blastómero vegetal se mantienen intactos. Por tanto en un estadio de 4 células, solo una de ellas va a tener un set de cromosomas completo, se trata del blastómero del polo vegetal. Uno de estos blastómeros va a formar las células germinales mientras que el otro sufre reducción cromosómica y va formar por tanto el linaje de las células germinales. Esta diferencia se da para que las células que pasan la información genética de generación en generación no degeneren. Experimentos hechos por Theodor Boveri (1862-1915) mostraron evidencia de que el plasma germinal impedía que las células sufrieran una reducción cromosómica.

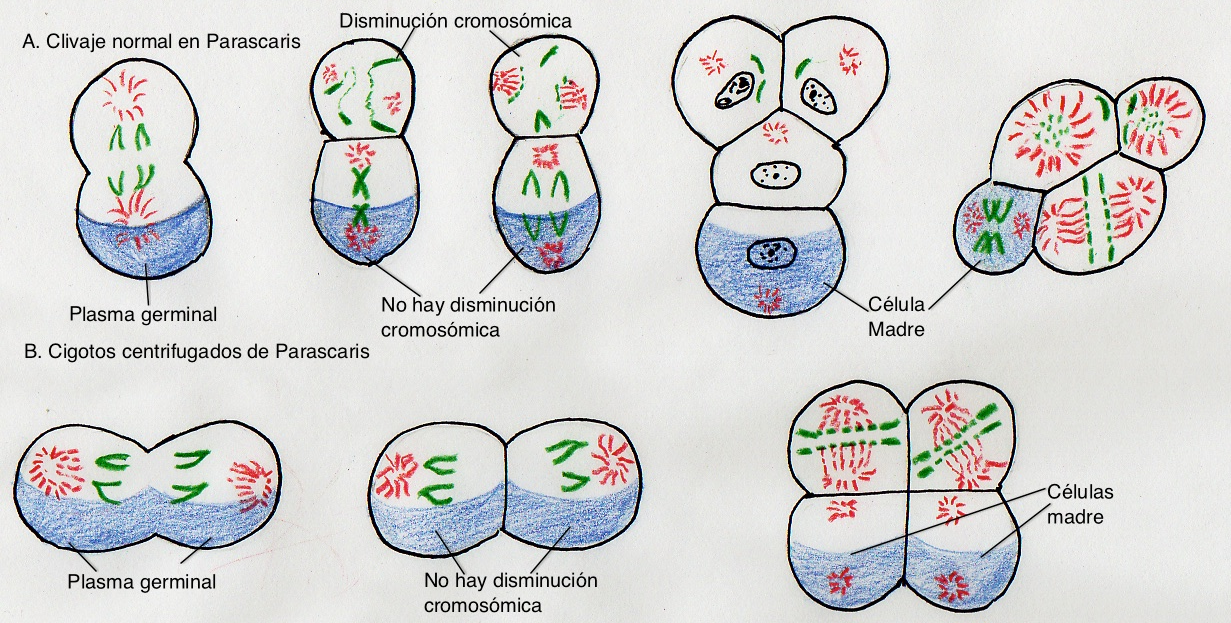
Distribución del plasma germinal en Parascaris de A. cigoto normal y B. cigoto centrifugado.

## Plasma germinal o plasma polar enDrosophila melanogaster
En Drosophila melanogaster, las PGCs adquieren su identidad gracias al plasma polar el cual se encuentra en el polo posterior del huevo antes de la fertilización. Antes de la formación del blastodermo se crean de cuatro a 5 células polares las cuales darán origen a la línea germinal. El rol de este plasma germinal ha sido corroborado con experimentos de trasplante en los cuales se trasplanta el plasma polar a regiones ectópicas y se observa la formación de PGCs en los sitios en los que el plasma germinal había sido trasplantado. Esto demuestra de otro lado, que el plasma germinal en D. melanogaster realmente es un determinante para la formación de las células germinales. Este plasma contiene RNAs y proteínas necesarias para la diferenciación de las células.

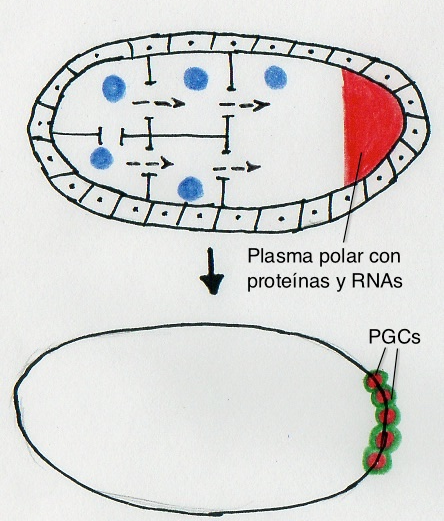
Las células que heredan el plasma germinal se convierten en PGCs